# Processo Drell-Yan

Processo Drell-Yan em ordem dominante: um quark de um hádron e um antiquark do outro hádron são aniquilados para formar um fóton virtual que posteriormente decai em um par de lépton-antilépton (ex. múon-antimúon).

Em física de partículas, o processo Drell-Yan é a criação de um fóton virtual a partir da combinação de pártons de dois hádrons que colidem. O subsequente "decaimento" deste fóton em um par de léptons termina a caracterização do processo. No referencial de centro de massa dos hádrons, a combinação de ordem dominante é a aniquilação de um quark de um hádron com um antiquark do outro hádron. Na ordem próxima à dominante há a emissão de um glúon (vulgo termo de aniquilação) além do fóton e também a combinação de um (anti)quark de um hádron com um glúon do outro hádron, formando o fóton virtual mais um (anti)quark (vulgo termo de espalhamento Compton).